# Крёстный родитель

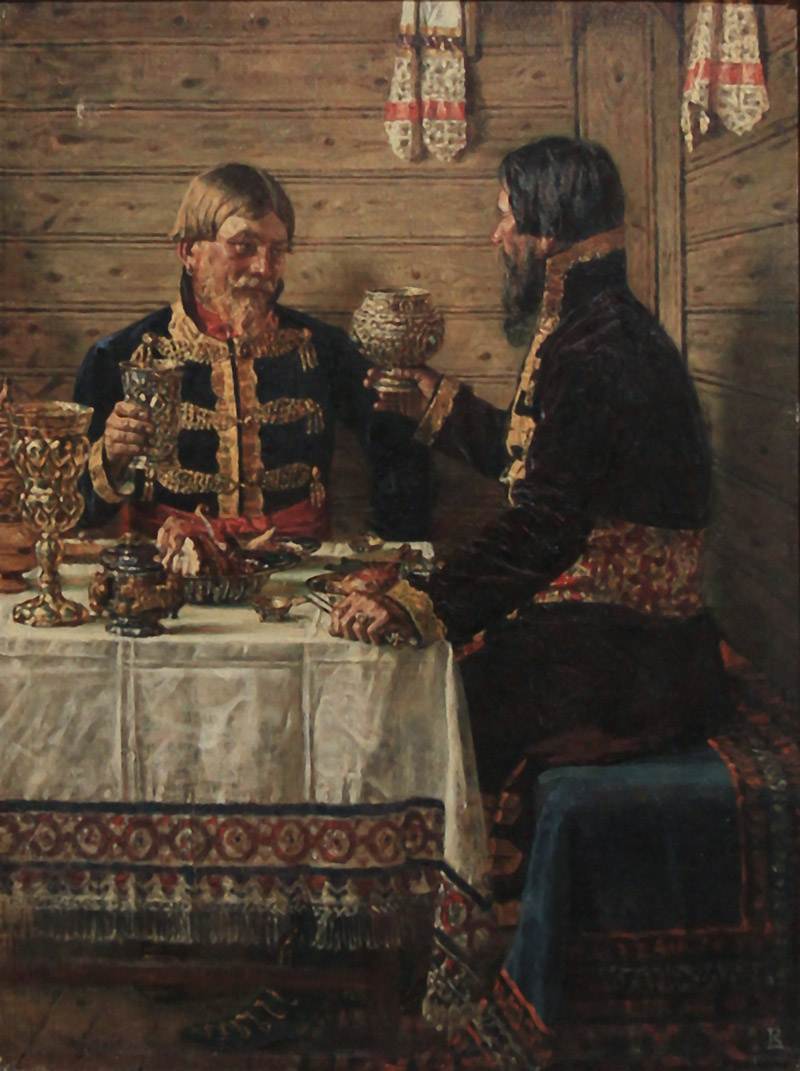
«Добрые кумовья».
Василий Верещагин. 1887—1900

Крёстный роди́тель (м. р. крёстный оте́ц, крёстный, ж. р. крёстная мать, крёстная) — духовный родитель в христианской традиции, который в ходе таинства крещения принимает ответственность перед Богом за духовное воспитание и благочестие крещаемого (кре́стника, кре́стницы). «Восприе́мником» (крёстным отцом; или «восприе́мницей», крёстной матерью) при христианском обряде крещения обозначается человек, который непосредственно принимает крещаемого, вынутого из купели из рук священника. Есть ограничения на возраст крёстного родителя в Католической церкви (не менее 16 лет) и в РПЦ (не менее 15 лет мужского пола и 13 лет женского).
Используются также термины «кум» и «кума» для крёстных родителей одного крестника (крестницы) по отношению друг к другу, а также к отцу и матери крестника (крестницы).
Церковные правила предусматривают одного крёстного (того же пола, что и крещаемый), но с XV века в России принято, что крёстных родителей должно быть двое, разного пола.
Католический Кодекс канонического права не предписывает обязательного наличия крёстных.
В Армянской апостольской церкви нет понятия «крёстная мать» и восприемником может быть только мужчина.

## Требования к восприемникам в православии
Не каждый человек может быть допущен к принятию из купели крещаемого. По церковным правилам восприемниками не могут быть:
1. Родители самого крещаемого.
2. Лица, состоящие в кровном родстве с крещаемым (это запрещение не носит безусловно обязательной силы).
3. Монахи, так как монашеский сан соединяется с полным отречением от мира (исторически монашеские власти и монахи необщежительных монастырей бывают восприемниками[11]).
4. Иноверцы, причём не только нехристиане, но даже и инославные. В некоторых случаях в прошлом по политическим обстоятельствам допускались восприемники из инославных, но с тем условием, чтобы они читали символ веры так, как он читается в Православной церкви.

Существует мнение, что восприемники одного ребёнка не могут находиться в браке между собой, поскольку при крещении между ними возникает духовное родство. Такой взгляд имел место, в частности, в византийском церковном праве. Между тем, ещё с XVIII века в русской церкви устоялось понимание, согласно которому крещение одного и того же ребёнка не ведёт к расторжению существующего или невозможности заключения брака между крёстными в будущем. Так, решением Архиерейского Собора Русской Православной Церкви, со ссылкой на указ Святейшего Синода от 31 декабря 1837 года, разъяснено, что крёстные родители одного ребенка могут вступить в церковный брак друг с другом, однако только по благословению правящего в епархии архиерея.

## Требования к восприемникам в католицизме
Согласно Кодексу канонического права, восприемниками не могут быть:
1. Иноверцы (лица, принадлежащие к некатолическим общинам, могут быть только свидетелями, подтверждающими факт преподанного крещения).
2. Родители крещаемого лица.
3. Лица, не достигшие 16-летнего возраста.
4. Лица, не принявшие миропомазания.
5. Лица, связанные каноническим наказанием[4].

Кроме того, восприемник назначается при миропомазании (целесообразно, чтобы это был тот же человек, который принял на себя обязанности восприемника при крещении).

## Обязанности восприемников
В православии восприемники обязаны:
- научить крестников обращаться к таинствам церкви (исповедь и причащение),
- дать им знание о смысле богослужения и особенностях церковного календаря,
- приучать посещать церковные службы и поститься.

В обязанности восприемников также входит помощь крестникам в повседневной жизни: защита крестников от соблазнов и искушений, совет в выборе образования и профессии, супруга или супруги.
В католицизме восприемники обязаны:
- вместе с родителями крестника воспитывать его в вере и практике христианской жизни[17],
- помогать крестнику исполнять его обязанности как христианина[4].

Лютеране придерживаются тех же принципов в отношении крёстных родителей, что и католики. Они считают, что крёстные «помогают [детям] в их христианском воспитании, особенно если они потеряют родителей». Лютеране, как и католики, верят, что крёстный отец должен быть как крещёным, так и убеждённым христианином. Некоторые лютеране также следуют римско-католической традиции, согласно которой христианин, не принадлежащий к лютеранской деноминации, может служить скорее свидетелем, чем крёстным родителем.